# Шинка, шинка
«Шинка, шинка» (ісп. Jamón, jamón) — іспанський фільм 1992 року Бігаса Луни, за жанром драма, комедія. Перший фільм Пенелопи Крус.

## Сюжет
Сільвія, молода дівчина, готує омлети для працівників фабрики з виготовлення спідньої білизни. Після двох затримок менструального циклу дівчина зрозуміла, що вона вагітна. Вона повідомила це своєму хлопцю, Хосе Енріке, сину власників фабрики, де вона працює. Він на здивування Сільвії обіцяє одружитись на ній.

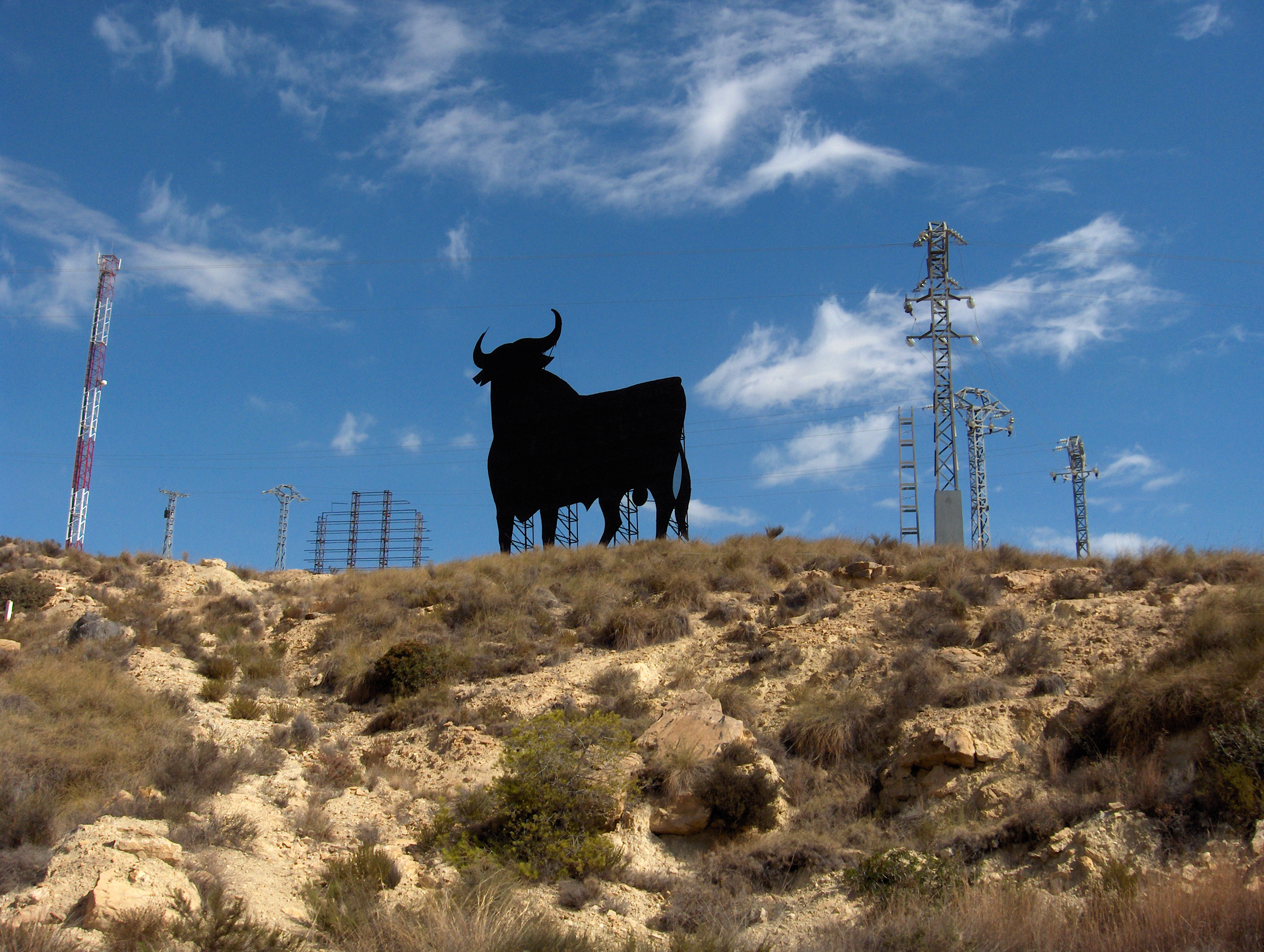
Хосе Луїс та Сільвія кохалися під Осборнським биком

Мати Хосе Луїса Кончіта залишилася не в захваті від наміру сина одружитись на простій дівчині, батько ж спокійно прореагував на звістку. Жінка домовилась з Раулем, хлопцем, який працює моделлю на її фабриці, щоб він звабив Сільвію, сподіваючись, що таким чином можна уникнути шлюбу. Декілька спроб Рауля виявилися невдалими: дівчина залишається вірною своєму нареченому. Хосе Луїс, як виявилося, зраджує Сільвії з власницею ресторану, їй він повідомив про майбутнє весілля та вмовив зайнятись коханням востаннє. Рауля ж звабила Кончіта, подарувавши йому мотоцикл Yamaha 600 в обмін на його любов до неї.
Не зважаючи на твердість своїх намірів, Хосе Луїс все ж таки почав сумніватись у майбутньому весіллі. Сільвія одразу відчула його сумніви, її це не влаштовує, вона хоче собі незалежного, сильного хлопця, та згадує про настирливого Рауля. Хосе Луїс погрожує вбити суперника. Кончіта вже не згодна зі стосунками Рауля та Сільвії, оскільки має свої погляди на майбутнє хлопця.
Хосе Луїс приїхавши до Рауля застає з ним свою матір. Молодики влаштовують бійку, орудуючи свиними окістами. В кінці сутички Рауль вбиває противника. На місце прибули Сільвія з батьком Хосе Луїса та матір Сільвії, усі сумують через смерть хлопця.

## У ролях
- Пенелопа Крус — Сільвія
- Хав'єр Бардем — Рауль
- Армандо дель Ріо — Хосе Луїс

## Нагороди
За режисуру фільму Бігас Луна був нагороджений «Срібним Левом» на Венеціанському кінофестивалі 1992 року. Після цього 1993 року фільм номінувався ще на сім нагород, і виграв чотири з них.